# تبني وجهة نظر
تبني وجهة نظر (بالإنجليزية: Perspective-taking) هو تمييز موقف أو استنتاج مفهومٍ ما من وجهة نظر بديلة، مثل وجهة نظر شخص آخر. هناك عدد كبير من الأدبيات العلمية التي بحثت في تبني وجهات النظر واقترحت أنه أمر مهم جدًا للتنمية البشرية، وقد يفضي إلى مجموعة من النتائج المفيدة. يرتبط تبني وجهة نظر بالنظريات والمفاهيم الأخرى، منها نظرية العقل والتقمص الوجداني. اقترحت النظريات والأبحاث منذ فترة طويلة من الزمن متى يكون الأطفال قادرين على تبني وجهات النظر وكيفية تطويرهم هذه القدرة بمرور الوقت. أشارت الأبحاث أيضًا إلى أنه قد تكون هناك صعوبة لدى من يعاني اضطراب نقص الانتباه مع فرط النشاط والتوحد بالقدرة على المشاركة في تبني وجهة النظر. بالإضافة إلى ذلك، أجريت دراسات لتقييم مناطق الدماغ المشاركة في تبني وجهات النظر. تشير هذه الدراسات إلى أن العديد من المناطق قد يكون لها علاقة، بما في ذلك القشرة أمام الجبهية والطَّلَل (تلفيف مخي صغير). بالإضافة إلى ذلك، تشير الدراسات إلى أن تبني وجهات النظر قد يكون ممكنًا لدى بعض الحيوانات غير الآدمية.

## التعريف
تبني وجهة النظر هو العملية التي ينظر بها الفرد إلى الموقف من وجهة نظر الطرف الآخر. عُرِفَ تبني وجهة النظر ضمن الأدبيات العلمية ضمن بعدين: الإدراك الحسي والمفاهيمي. يُعرّف تبني وجهة النظر الإدراكي على أنه القدرة على فهم كيف يختبر شخص آخر الأشياء بواسطة حواسه (أي بصريًا أو سمعيًا). ركزت معظم هذه الأدبيات على تبني وجهة النظر البصري: القدرة على فهم الطريقة التي يرى بها شخص آخر الأشياء ضمن الحيز المادي. يُعرّف تبني وجهة النظر المفاهيمي بأنه القدرة على شمل والتعامل مع وجهات نظر التجربة النفسية لشخص آخر (مثل الأفكار والمشاعر والمواقف). على سبيل المثال، يمكن للمرء تصوّر وجهة نظر الفرد الأطول (الإدراكية/البصرية) أو التفكير بشكل جدي بوجهة نظر الآخر حول مفهوم معين (مفاهيمية). يمكن أن يحدث تغييرٌ طفيف في تبني وجهات النظر تغييرًا جذريًا في حياتنا.

### مصطلحات ذات صلة

#### نظرية العقل
نظرية العقل هي الوعي بأنه لدينا حالات نفسية فردية تختلف من شخص للآخر.  يستخدم في أدبيات تبني وجهة النظر، مصطلح تبني وجهة النظر ونظرية العقل في بعض الأحيان بالتناوب وتستخدم بعض الدراسات مهام نظرية العقل لاختبار ما إذا كان الشخص يشارك في تبني وجهة النظر. ومع ذلك، فقد سلّطت بعض الأبحاث الضوء على أن المفهومين مترابطان ولكنهما مختلفان، وأن نظرية العقل هي الإقرار بأن شخصًا آخر لديه أفكار ومشاعر مختلفة وأن تبني وجهة النظر هي القدرة على اعتماد وجهة نظر الشخص الآخر.

#### التقمص الوجداني
يُعرّف التقمص الوجداني (التشاعر) على أنه قدرة شخص ما على مشاطرة المشاعر التي تعتري شخص آخر. دُرِس كل من التقمص الوجداني وتبني وجهة النظر معًا بطرق متنوعة. لا توجد دائمًا حدود واضحة للتمييز بين التشاعر وتبني وجهة النظر ضمن الأدبيات العلمية، وكثيرًا ما يُدرَس المفهومين مقترنين مع بعضهما ويُنظر إليهما على أنهما مفهومان مترابطان ومتشابهان. فرّقت بعض الأبحاث بين المفهومين وأوضحت نقاط اختلافهما، في حين أن نظريات أخرى وضعت حكمًا نظريًا بأن تبني وجهة النظر هو أحد ركائز التقمص الوجداني.

## في مجال التنمية

### تبني وجهة النظر البصري
خمّنت الدراسات السابقة العمر الذي يكون فيه البشر قادرين على تبني وجهة النظر البصري. وخلصت دراسات مختلفة على الأدبيات إلى استنتاجات مختلفة.
في عام 1956، أجرى جان بياجيه وبربيل إنهيلدر دراسة لتقييم تبني وجهة النظر البصري عند الأطفال اليافعين والتي أصبحت تُعرف لاحقًا باسم معضلة الجبال الثلاثة. وجدت الدراسة أنه كان الأطفال في عمر 9-10 سنوات قادرين على اجتياز معضلة الجبال الثلاثة بنجاح وبدا أنهم يفهمون عند وقوف شخص ما في مكان مختلف (أي على قمة جبل مختلف) سيكون لديه المشهد مختلف. ومع ذلك، فإن الأطفال الذين تتراوح أعمارهم بين ثماني سنوات وأقل، بذلوا جهدًا لإتمام هذه المهمة.
وبعد هذه الدراسة الكلاسيكية، اقترحت عدة دراسات أن تبني وجهة النظر البصري قد يكون ممكنًا قبل سن التاسعة. على سبيل المثال، في دراسة استخدمت طريقة مختلفة لتقييم تبني وجهة النظر البصري، وجدوا أن الأطفال قد يكونون قادرين على تبني وجهة النظر البصري بنجاح منذ عمر أربع سنوات ونصف. تمكن الأطفال الذين يبلغون أربع سنوات ونصف من فهم أن شخصًا يجلس بالقرب من صورة معينة، سيكون لديه رؤية أفضل لتلك الصورة. ومع ذلك، وجد هؤلاء الباحثين أن الأطفال الذين تتراوح أعمارهم بين 3-3.5 سنة يجدون صعوبة مع هذه المهمة التي دفعتهم إلى استنتاج أن الفئة العمرية بين 3-4.5 سنوات يمكن أن تكون حاسمة في تطور تبني وجهة النظر.
بالإضافة إلى ذلك، اقترح عالم النفس النمائي جون هـ. فلافِل أنه يوجد مستويان من تبني وجهة النظر البصري اللذين يبزغان مع نمو الطفل. يُعرّف المستوى الأول من تبني وجهة النظر على أنه القدرة على فهم أن شخصًا آخر قد يرى الأشياء على نحوٍ مختلف وما يمكن أن يراه شخص آخر ضمن الحيز المادي. على سبيل المثال، يمكن للمرء فهم أن أي موضوع قد يحجب وجهة نظره الخاصة، من مكان وقوف شخص آخر يمكنه رؤية قطة في الغرفة. ومع ذلك، يُعرّف المستوى الثاني من تبني وجهة النظر على أنه فهم شخصًا آخر يمكنه رؤية الأشياء على نحو مختلف ضمن الحيز المادي وكيف تُنظَّم هذه المواضيع من وجهة نظر ذلك الشخص. على سبيل المثال، يمكن للشخص فهم أنه من وجهة نظر شخص آخر يمكنه رؤية كلب على الجهة اليمنى ولكن من وجهة نظره الخاصة، يكون الكلب على الجهة اليسرى.
منذ ذلك الحين أجريت دراسات لتقييم قدرة الأطفال على توضيح المستوى الأول والثاني من تبني وجهة النظر. أظهرت هذه الدراسات أن الأطفال بعمر 24 شهرًا ودراسة أخرى على أطفال بعمر 14 شهرًا قد يكونون قادرين على تبني وجهة النظر عند المستوى الأول. تشير الأبحاث أيضًا إلى أن الأطفال يمكنهم تبني وجهة النظر عند المستوى الثاني عندما يصلون لعمر سنتين ونصف.
تشير الدراسات أيضًا إلى أن القدرة على تبني وجهة النظر البصري تتحسن بين مرحلتي الطفولة والبلوغ. على سبيل المثال، عند المقارنة بين الأطفال الذين تتراوح أعمارهم بين ست وثماني وعشر سنوات والبالغين (الذين يبلغ متوسط أعمارهم تسعة عشر عامًا)، وجد الباحثون أنه مع زيادة عمر الفرد، يمكنه القيام بمهام تبني وجهة النظر البصري مع المزيد من الدقة والسرعة.

### تبني وجهة النظر المفاهيمي
تقترح نظرية بياجيه في التطور المعرفي أن تبني وجهة النظر يبدأ في المرحلة الإجرائية العيانية (المرحلة الثالثة) التي تتراوح أعمارهم بين 7-12 سنة. تُثار في هذه المرحلة فكرة الحَرْف عن المركزية على أنها قدرة إدراكية. يُعرَّف الحرف عن المركزية على أنه القدرة على الأخذ بعين الاعتبار الطريقة التي يدرك بها الآخرون جوانب مختلفة لحالة محددة.
وضع روبرت ل. سلمان نظرية أخرى لتبني وجهة النظر النمائي وأسماها نظرية تبني وجهة النظر الاجتماعي (المعروفة أيضًا باسم نظرية تقمص الأدوار). تقترح هذه النظرية أن هناك خمس مراحل تطورية تشارك في تبني وجهات النظر تتراوح بين عمر 3-6 سنوات (تتميز بمركزية الذات أو عدم القدرة على التفكير بأشياء من وجهة نظر شخص آخر) والمراهقين والبالغين (عندما يمكن للناس فهم وجهة نظر شخص آخر ويخضع هذا الفهم للاطلاع من خلال التعرّف على بيئة وثقافة شخص آخر). تقترح النظرية أنه مع تقدم الإنسان في العمر منذ الطفولة وحتى البلوغ، تتحسن قدرته على تبني وجهة النظر. تشير الدراسات التي أجراها سلمان وزملاؤه إلى أن الأطفال قادرون على تبني وجهة النظر بطرق مختلفة خلال مراحل عمرية مختلفة.
تُخمّن دراسات أخرى أن الأطفال بعمر أربع سنوات يمكن أن يبدأوا بتبني وجهة نظر شخص آخر آخذين بعين الاعتبار مشاعرهم وأفكارهم ومواقفهم. 